# 徐憲卿
徐憲卿（1563年—1644年），字九亮，號泰振，南直隶苏州府太仓州人。明末政治人物。

## 生平
万历三十七年（1609年）己酉科应天乡试举人，萬曆四十一年（1613年）癸丑科進士，初授行人，泰昌元年（1620年）十月考选，授南京工科给事中，疏论“红丸”、“梃击”、“移宫”三案，称李可灼应按法论死。天啓二年（1622年）二月奉差巡视南京京营，以河西陷没，山海濒危，条议八事：一固山海、一守蓟门、一挑营兵、一定城守、一严保甲、一储煤米、一募义勇、一檄勤王。又言留都根本重地，绸缪宜豫，议于西南中三处相去适均之地，各建营房，就于七营内挑拨选锋，及拔尝伍之尤，各带兵器，更番轮直；又虑夜巡寥落，除旧军外，再增军一千名，仿复初年攒把之制，通宵巡警。二年十二月预掌京察，四年疏言驾帖之佥、北司之拷，非所以示天下公，宜以罪犯付法司，内外章奏还内阁职掌，无使辅臣失职，其言皆侵权璫。己，以特疏纠忠贤、客氏及其所用要人，奸党侧目。时缇骑四出，在籍者先后逮狱，或说以媚璫解祸，宪卿不为动。四年六月以江南被灾，上疏请蠲漕粮，五年二月以东南岁荒米贵，条陈五款。
天啟七年（1627年）九月起，升南光禄寺少卿添注。崇祯时，官至太仆寺少卿，驻滁州，巡视江南北马政。土寇大至，宪卿率民兵登陴，寇不能攻，以病致政归。甲申（1644年）闻国变，时时恸哭而卒，年八十有二。

## 著作
著有《留垣疏草》等。